# Distretto di Chaparra
Il distretto di Chaparra è uno dei tredici distretti della provincia di Caravelí, in Perù. Si trova nella regione di Arequipa e si estende su una superficie di 1.473,19 chilometri quadrati.

Ha per capitale la città di Achanizo e contava 3.354 abitanti al censimento 2005.